# Хас (тауншип, Миннесота)
Хас (англ. Huss) — тауншип в округе Розо, Миннесота, США. На 2000 год его население составило 145 человек.

## География
По данным Бюро переписи населения США площадь тауншипа составляет 94,4 км², из которых 94,4 км² занимает суша, a вода составляет 0,03 %.

## Демография
По данным переписи населения 2000 года здесь находились 145 человек, 57 домохозяйств и 36 семей. Плотность населения —  1,5 чел./км². На территории тауншипа расположено 66 построек со средней плотностью 0,7 построек на один квадратный километр. Расовый состав населения: 100,00 % белых.
Из 57 домохозяйств в 35,1 % воспитывались дети до 18 лет, в 57,9 % проживали супружеские пары, в 5,3 % проживали незамужние женщины и в 36,8 % домохозяйств проживали несемейные люди. 35,1 % домохозяйств состояли из одного человека, при том 15,8 % из — одиноких пожилых людей старше 65 лет. Средний размер домохозяйства — 2,54, а семьи — 3,42 человека.
30,3 % населения — младше 18 лет, 6,2 % — в возрасте от 18 до 24 лет, 25,5 % — от 25 до 44, 22,8 % — от 45 до 64, и 15,2 % — старше 65 лет. Средний возраст — 38 лет. На каждые 100 женщин приходилось 110,1 мужчин. На каждые 100 женщин старше 18 приходилось 119,6 мужчин.
Средний годовой доход домохозяйства составлял 21 458 долларов, а средний годовой доход семьи —  38 750 долларов. Средний доход мужчин —  33 750  долларов, в то время как у женщин — 20 625. Доход на душу населения составил 12 248 долларов. За чертой бедности находились 17,6 % семей и 19,1 % всего населения тауншипа, из которых 14,9 % младше 18 и 33,3 % старше 65 лет.